# Milwaukee Cement Company
| Milwaukee Cement Company | Milwaukee Cement Company |
| --- | ------------------------ |
| Die von John F. Byers Machine Company in Ravenna, Ohio gebaute Dampflokomotive Flora der Milwaukee Cement Company Der Kalkstein wurde in den Loren die Rampe hinaufgezogen, um ihn zur Herstellung von natürlichem Zement in die Brennöfen zu kippen |                          |
| Gelände zwischen Capitol Drive Bridge und Port Washington Bridge |                          |
| Spurweite: | vermutlich 914 mm        |
| |                          |

Die Milwaukee Cement Company war eine Zementfabrik in Milwaukee, Wisconsin. Sie betrieb eine Schmalspurbahn mit  Spurweite von vermutlich 914 mm (3 Fuß).

## Geschichte
Joseph R. Berthelet, Sr. aus Milwaukee sah 1873 im städtischen Bauamt einige Gesteinsproben, die beim Bau der Senkkasten-Fundamente für die Pfeiler der Brücke über den Milwaukee River an der North Avenue von Milwaukee ausgegraben worden waren. Die Gesteinsproben waren an sich nichts Ungewöhnliches, aber Berthelet, ein Hersteller von Zementkanalrohren in der 152 West Water Street von Milwaukee, erkannte sofort ihre Ähnlichkeit mit einem eigentümlichen Kalkstein mit einem hohen Tongehalt, den er oft in den Zementmühlen von Louisville, Kentucky, gesehen hatte.
Er fuhr zur North Avenue und sammelte dort unbemerkt einige Stücke des Gesteins ein, das sich in seiner chemischen Zusammensetzung von dem in anderen Teilen von Wisconsin gefundenen Kalkstein unterscheidet. Er nahm diese Gesteinsproben mit nach Hause und brannte und zermahlte sie in seiner Küche. Aus dem mit Wasser angemischten Zement formte er kleine Kugeln in der Größe von Murmeln, die er über Nacht an der Luft und unter Wasser aushärten ließ. Am nächsten Morgen bestätigte sich seine Vermutung, über die er mit noch niemandem gesprochen hatte, dass er einen wertvollen Rohstoff für die Herstellung von natürlichem Zement gefunden hatte, wie er vor der Erfindung des Portland-Verfahrens üblich war.
Am Ufer des Milwaukee River, an einer Flussbiegung oberhalb der Humboldt-Brücke fand er ein größeres Vorkommen dieses Gesteins. Er vertraute seine Entdeckung seinem Bruder Henry und sorgsam ausgewählten Geschäftsleuten an, die sich zusammenschlossen und die Besitzrechte an der Wiese an der Ostseite des Flusses, die aufgrund der tiefen Lage nur einen geringen landwirtschaftlichen Wert hatte, erwarben. Chemische Untersuchungen zeigten, dass der Zement von Qualität war, die mit der von Louisville, Rosendale und Utica vergleichbar war.
Am 25. November 1875 gründeten die Gesellschafter J. R. Berthelet Senior, George H. Paul, John Johnston, D. J. Paul, H. Berthelet und C. H. Orton die Milwaukee Cement Company. Im Frühjahr 1876 begannen die Bauarbeiten für das Zementwerk und schon im Herbst war die erste Wagenladung Zement versandbereit. Das Unternehmen war von Anfang an profitabel.
Bereits 1891 wurde das Unternehmen mit einer Jahresproduktion von 475.000 Barrel (jeweils etwa 120 kg) zum größten Zementwerk der Vereinigten Staaten und seine Produkte wurden in einem Gebiet verteilt, das sich von Cleveland bis Denver erstreckte. 1886 investierte es in eine elektrische Beleuchtung der Stollen. 1887 baute es ein neues Zementwerk auf dem 150 Hektar (350 Acres) großen Gelände zwischen der Capitol Drive Bridge and Port Washington Bridge.  Das Bürogebäude lag an der 154 West Water Street in Milwaukee.
Nach der Erfindung des Rotationsofens zur Herstellung von Portland-Zement, wurde der Abbau und die Produktion von natürlichem Zement unrentabel. Das Unternehmen vertrieb ab 1907 Portland-Zement und stellte die eigene Produktion von natürlichem Zement 1911 ein. Die Zementöfen wurden an ein Unternehmen verpachtet, das zur Herstellung von Siliciumdioxid-Produkten verwendete, bis sie 1910 und 1914 durchbrannten und verschrottet wurden.

## Paläontologie

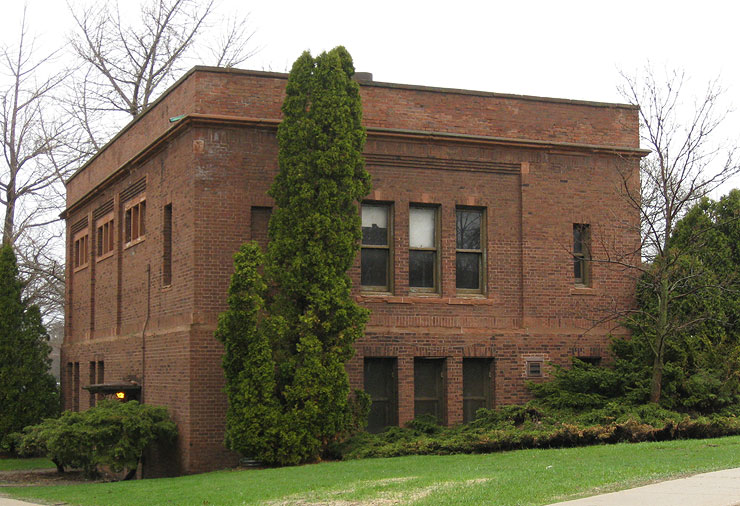
Thomas A. Greene Memorial Museum

Eine große Anzahl von paläontologischen Fundstücken der Milwaukee Cement Company wird heute im Thomas A. Greene Memorial Museum ausgestellt, das von der University of Wisconsin–Milwaukee verwaltet wird.

## Patentrechtliche Lizenzen
- Joseph Berthelet: Separator for crushed cement. Patent-Nr. 479,617, 26. Juli 1892.
- Henry Campbell: Improved kiln incorporating a series of grates in the bottom or eye of the kiln. Patent No. 591,897, 30. Dezember 1897.